# Síndrome del túnel tarsal
La síndrome del túnel tarsal (STT) és una neuropatia de compressió i una afecció dolorosa del peu en la qual el nervi tibial es comprimeix mentre viatja a través del túnel tarsal. Aquest túnel es troba a la cara interna del turmell, darrere del mal·lèol tibial. L'artèria tibial posterior, el nervi tibial i els tendons dels músculs tibial posterior, flexor llarg dels dits i flexor llarg del dit gros viatgen en un paquet a través del túnel tarsal. Dins del túnel, el nervi es divideix en tres segments. Un nervi (calcani) continua fins al taló, els altres dos (nervis plantars medial i lateral) continuen cap a la part inferior del peu. El túnel tarsal està delimitat per l'os a l'interior i el retinacle flexor a l'exterior.
Els pacients amb STT solen queixar-se d'entumiment al peu que s'irradia al dit gros i als tres primers dits, dolor, cremor, sensacions elèctriques i formigueig a la base del peu i al taló. Segons l'àrea d'atrapament, altres zones es poden veure afectades. Si l'atrapament és alt, tot el peu es pot veure afectat, ja que diverses branques del nervi tibial poden estar implicades. El dolor al turmell també està present en pacients que tenen l'atrapament més alt. Dins d'aquest túnel es pot produir inflamació o inflor per diverses raons. El retinacle flexor té una capacitat limitada d'estirar-se, de manera que l'augment de la pressió eventualment provocarà compressió al nervi dins del túnel. A mesura que augmenta la pressió sobre els nervis, el flux sanguini disminueix. Els nervis responen amb sensacions alterades com formigueig i entumiment. El líquid s'acumula al peu quan està dempeus i camina i això empitjora aquest trastorn. A mesura que els músculs petits perden la seva irrigació nerviosa, poden crear una sensació de rampes.